# Gheorghe Lichiardopol
Gheorghe Lichiardopol, född 2 augusti 1913 i Bukarest, död 1991, var en rumänsk sportskytt.
Lichiardopol blev olympisk bronsmedaljör i snabbpistol vid sommarspelen 1952 i Helsingfors.